# Blå hajken
Blå Hajken (tidigare Blå Hajk) är en hajk för scouter som sker inom Sveriges gränser. För att få delta i Blå Hajken måste man vara äventyrarscout (12-15 år), utmanarscout (15-18 år), roverscout (19-25 år) eller ledare. Mycket av det som händer på Blå Hajken bygger på att leva i "nuet", och därför avslöjas inte vad som kommer att hända på hajken. Hajkerna ordnas av Scouterna (tidigare Svenska Scoutförbundet). Blå Hajken är även en del av scoutrörelsens ledarutbildning och genomfördes för första gången år 1948.  
Det finns tre olika varianter av Blå hajken: 
- Jägarna: vandring i Jämtlandsfjällen.
- Forsfararna: vandring och flottfärd nerför Klarälven i Värmland.
- Vikväringarna: vandring och paddling från Vänersborg till norra Bohuslän. Denna hajk är avsedd för äventyrarscouter.

Grenarna har även särskilda patruller för ledare och roverscouter
Forsfararna har fram till och med sommaren 2015 fått Ledarutbildning Bas under hajkens gång. Ledarutbildning Bas har bytts ut till den nya utbildningen Leda Scouting och den 62:a upplagan (2015) av Forsfararna var de första som fick denna nya utbildning.
Tidigare fanns även grenen "Friskyttarna" där man vandrade och paddlade kanot i Småland. Grenen lades ner efter sommaren 2012.